# Roberto Pio Álvarez
Mons. Roberto Pio Álvarez (* 5. května 1968 Córdoba) je argentinský římskokatolický duchovní a biskup Rawsonu.

## Život
Narodil se 5. května 1968 v Córdobě.
Vstoupil do kněžského semináře v rodném městě. Na Papežské katolické univerzitě v Argentině získal licenciát z biblické teologie. Dne 14. prosince 1998 byl vysvěcen na kněze a inkardinován do arcidiecéze Córdoba. Po vysvěcení působil jako farní vikář. Následně se stal profesorem semináře.
Sloužil v několika farnostech; Ntra. Sra. del Rosario v Salsipuedes, Ntra. Sra. de Fátima v Cosquín, Ntra. Sra. de los Dolores v Río Ceballos, Nuestra Sra. del Rosario v Cosquín.
Dne 28. listopadu 2017 jej papež František jmenoval pomocným biskupem Comodoro Rivadavia a titulárním biskupem ze Sozopolis v Hæmimontu. Biskupské svěcení přijal 22. prosince 2017 z rukou arcibiskupa Carlose Josého Ñáñeze a spolusvětiteli byli biskup Pedro Javier Torres Aliaga a biskup Ricardo Orlando Seirutti García.].
Dne 19. října 2023 byl převeden do úřadu biskupa Rawsonu a apoštolského administrátora diecéze Comodoro Rivadavia (do 22. února 2024).